# Egalitarism
|  | Wiktionary har en ordboksartikel om egalitarism. |

Egalitarism (från franskans égalité som betyder likhet) är strävan efter att uppnå långtgående jämlikhet som överordnat politiskt mål.
Beroende på hur jämlikhet definieras kan man tala om bland annat ekonomisk egalitarism, rättslig egalitarism, politisk egalitarism och religiös egalitarism.